# Чурута Михайло Іванович
Чурута Михайло Іванович — колишній народний депутат України.

## Біографія
Народився 25 квітня 1960 (місто Кадіївка, Луганська область) в сім'ї шахтаря; українець; одружений; має 2 дітей.
Освіта: Харківський інженерно-педагогічний інститут (1991), гірничій інженер-механік; Національна юридична академія України імені Ярослава Мудрого (1998), «Правознавство».
Народний депутат України 2-го скликання з 04.1994 (2-й тур) до 04.1998, Стахановський виборчий округ № 251, Луганська область, висунутий виборцями. Голова підкомітету з питань туризму Комітету з питань молоді, спорту і туризму. Член фракції комуністів (до 05.1997), групи «Незалежні» (до 09.1997), групи «Єдність».
- 1977 — закінчив середню школу. Служив в армії.
- 1981—1982 — інкасатор Стахановського відділу Держбанку СРСР.
- 12.1982-10.1990 — гірничій робітник, вибійник вугледобувної дільниці № 4, 11.1990-09.1991 — секретар парткому шахти «Максимівська».
- Після заборони діяльності КПУ повернувся у вибій.
- 01.1992-11.1993 — гірничий майстер, з 12.1993 — помічник начальника дільниці № 4 шахти «Максимівська» ВО «Стахановвугілля».
- Працював заступником завідувача відділу договірно-правової роботи Управління справами, заступником завідувача відділу господарського забезпечення — завідувачем сектору правових питань та транспортного забезпечення Апарату Верховної Ради України.
- Згодом — начальник Управління супроводження проектів законодавчих актів у Верховній Раді України Міністерства фінансів України.

## Джерело
- Довідка [Архівовано 5 березня 2016 у Wayback Machine.]